# Каєтан Вінцент Келісінський
Каєта́н Вінце́нт Келісі́нський (7 серпня 1808, Мерониці — 2 січня 1849, Курник) — польський графік.

## Біографія
Народився в селі Мероніце поблизу Єнджеюва. У 1829—1830 вчився у Варшавському університеті. Взяв участь у Листопадовому повстанні. У 1831—1832 виконував пером та тушшю малюнки монет і польських медалей. Багато мандрував Галичиною. Побував зокрема у Львові, де виконав низку краєвидів та розробив екслібріси для місцевих колекціонерів. Низка робіт Келісінського зберігається у Львівській галереї мистецтв та Науковій бібліотеці імені Стефаника. Від 1840 року працював бібліотекарем у Т. Дзялинського в місті Курнику. Помер там само.

## Творчість
Келісінський — автор мініатюрних офортів, виконаних за власними малюнками з зображенням сцен з життя українського села, народних типів, пейзажів, української народної дерев'яної архітектури (зберігаються в бібліотеці ім. Оссолінських у Вроцлаві).

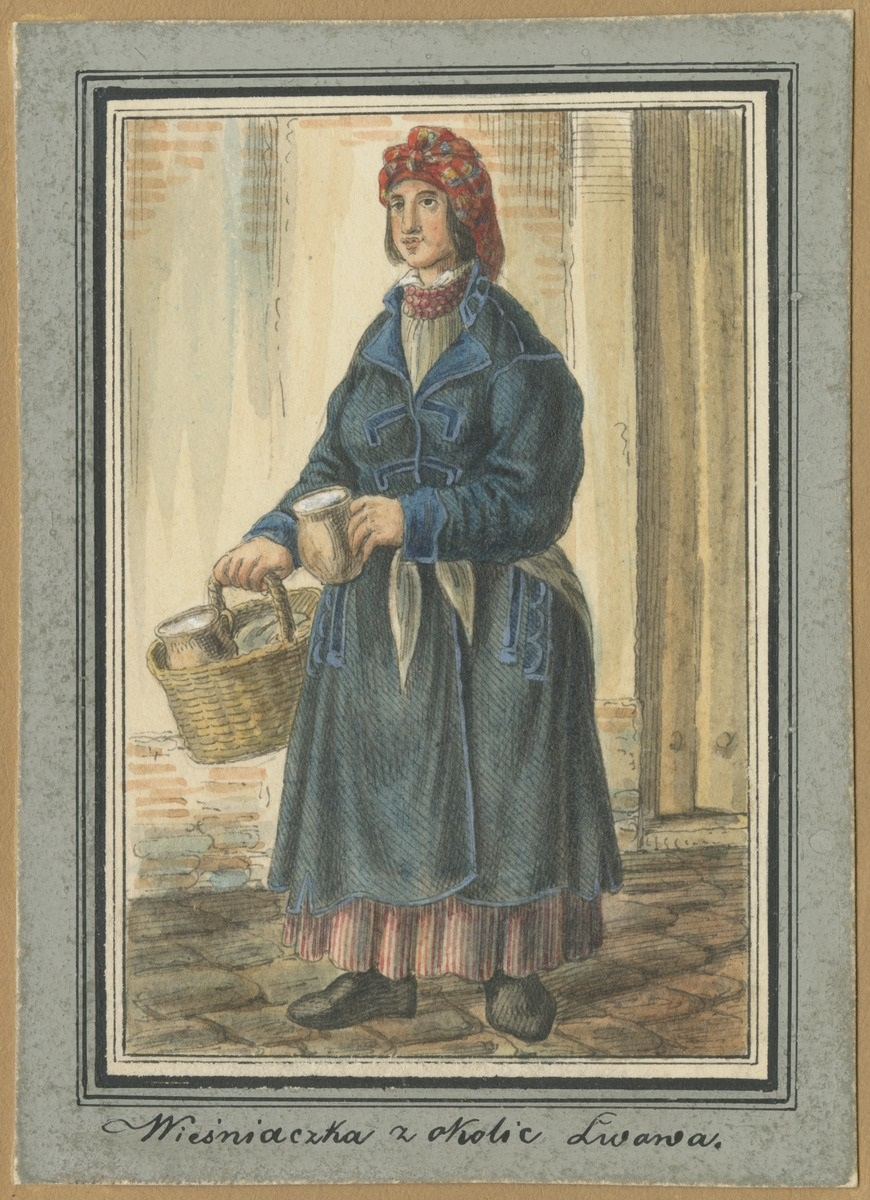
Околиці Львова 1839
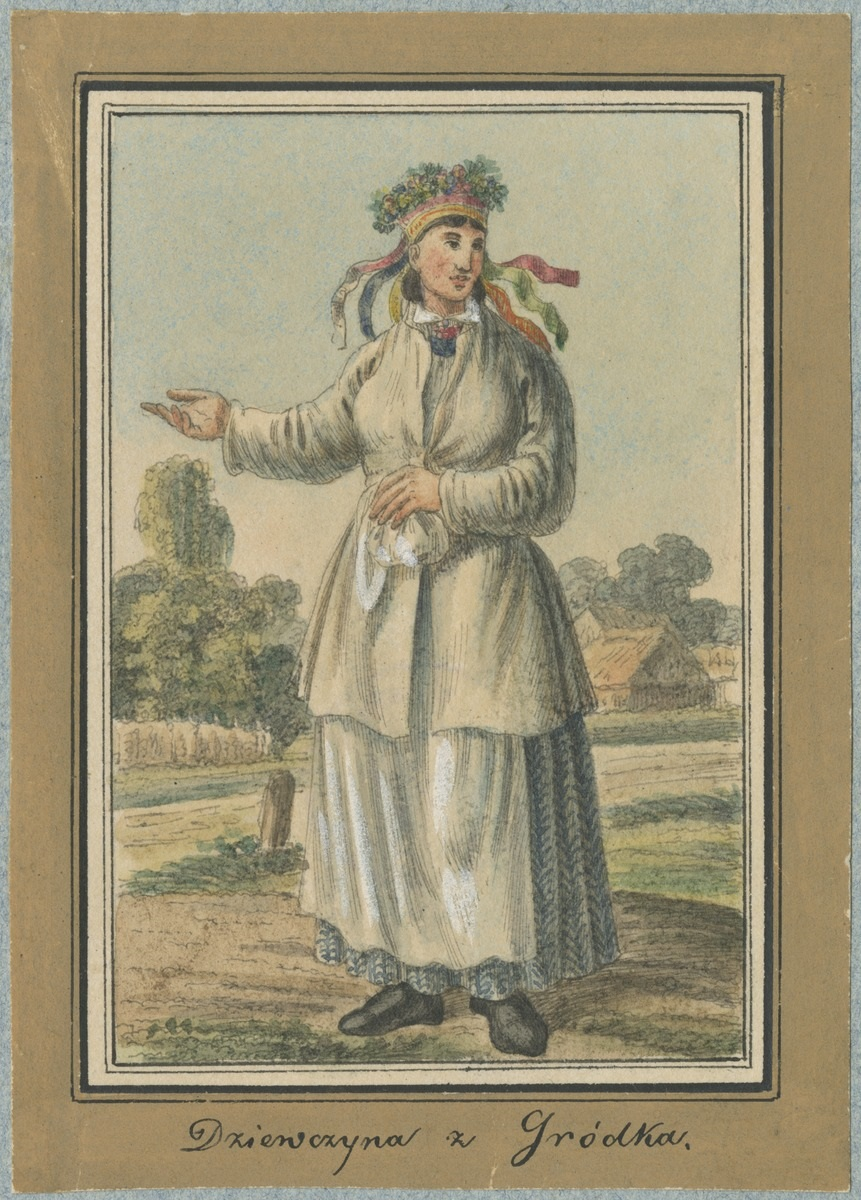
Львівський повіт. Городок 1835
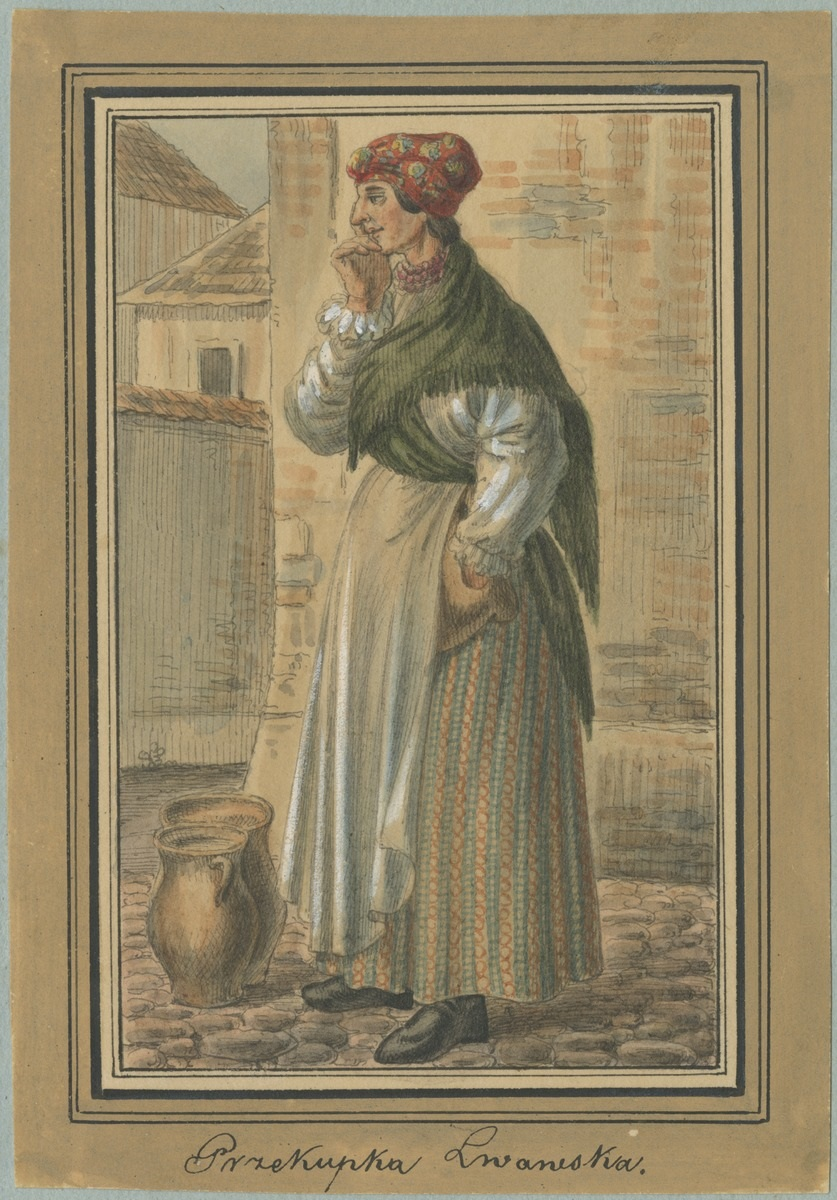
Львівська перекупка 1836